# Almaty (Gebiet)
Das Gebiet Almaty (kasachisch Алматы облысы Almaty oblyssy, russisch Алматинская область Almatinskaja Oblast) ist eine Provinz in Kasachstan. Es handelt sich dabei um die an die Großstadt Almaty (bis 1994 Alma-Ata) grenzende Region, von der sich auch der Name ableitet. Obwohl die Provinz die Stadt vollständig umgibt, ist diese jedoch nicht Teil der Verwaltungseinheit, sondern ein eigenständiger Bezirk.

## Geografie

### Geografische Lage
Eingeschlossen, aber politisch-administrativ getrennt von der Provinz (Oblast Almaty) ist Almaty, Kasachstans größte Stadt und ehemalige Hauptstadt (in Zeiten der Sowjetunion und in der frühen Zeit der Unabhängigkeit).
Die Provinz Almaty grenzt an Kirgisistan und ans chinesische Xinjiang (Sinkiang), das Uigurische Autonome Gebiet. Ferner grenzt sie an drei andere kasachische Provinzen: Schambyl im Westen, Schetissu im Osten und Qaraghandy im Norden.
Der Balchaschsee (auf Kasachisch Balqasch Koli) nimmt einen Teil der Provinz im Nordwesten ein. Die südöstliche Grenze zu China und Kirgisien (Luftlinie etwa 500 km) wird vom Westteil des fast 2.000 km langen Tian-Schan-Gebirges eingenommen, an dessen Nordabdachung Almaty liegt.

### Flora und Fauna
Die Natur des Gebietes Almaty (Siebenstromland) ist eine besondere durch seine verschiedenen geografischen Zonen von der Wüste bis ewigen Eises. Im Vorgebirge und an den Berghängen wachsen vielfältige Pflanzen, Kräuter und Bäume, dort leben Hunderte Tierarten, darunter der Schneeleopard. In der unteren Gebirgszone (unter 600 Meter) finden sich grüne Laubwälder, in den Auen gibt es Obstgärten (vor allem Äpfel), Espenwälder und Hagedorngebüsch. Die Fauna ist vielfältig. Hier trifft man auf Hasen, Eichhörnchen, Hamster, Dachse und Braunbären. Im Hochgebirge leben Gebirgsziegen, Pamirschafe und graue Steppeneichhörnchen. In den Wäldern gibt es viele Vögel: Seidenschwänze, Eulen, Bergdohlen, Rebhühner und Fasane. Das Gebiet um den Balchasch besucht man am besten Mitte Mai, dann ist die Steppe mit einem „roten Mohnblumenteppich“ bedeckt.

### Nachbarstaaten und Gebiete
| Qaraghandy | Qaraghandy  | Schetissu |
| Schambyl   |             | China     |
|            | Kirgisistan |           |

## Bevölkerung

### Volksgruppen
Die Provinz Almaty hat eine Fläche von etwa 224.000 km² und ist damit die Fünftgrößte Kasachstans. Die Bevölkerung beträgt etwa zwei Millionen (ohne die Stadt Almaty), Verwaltungshauptstadt der Provinz ist Taldyqorghan mit 115.000 Einwohnern. Die Bevölkerung besteht zu etwa 65 % aus ethnischen Kasachen, zweitgrößte Bevölkerungsgruppe sind die Russen mit etwa 17,3 % Bevölkerungsanteil, gefolgt von den Uiguren (9,2 % der Gesamtbevölkerung), den Türken (2 %), Aserbaidschanern (1,1 %) und Sowjetkoreanern (1 %). Daneben gibt es noch größere Zahlen an Ukrainern, Tataren, Tschetschenen und knapp 13.000 Russlanddeutsche (0,8 %). Noch 1989 betrug deren Zahl mehr als 94.000 (damals 5,7 % der Bevölkerung), hat sich aber infolge der Emigration nach Deutschland besonders in den ersten Jahren nach dem Zerfall der Sowjetunion drastisch verringert.
| Volksgruppe     | VZ 1989 | VZ 1989 | VZ 1999 | VZ 1999 | VZ 2009   | VZ 2009 |
| Volksgruppe     | Anzahl  | %       | Anzahl  | %       | Anzahl    | %       |
| --------------- | ------- | ------- | ------- | ------- | --------- | ------- |
| Kasachen        | 741.737 | 45,15 % | 926.137 | 59,42 % | 1.223.181 | 67,66 % |
| Russen          | 518.315 | 31,55 % | 339.984 | 21,81 % | 306.383   | 16,95 % |
| Uiguren         | 128.057 | 7,79 %  | 140.725 | 9,03 %  | 144.063   | 7,97 %  |
| Türken          | 18.352  | 1,12 %  | 29.448  | 1,89 %  | 35.599    | 1,97 %  |
| Koreaner        | 18.483  | 1,13 %  | 17.488  | 1,12 %  | 16.627    | 0,92 %  |
| Aserbaidschaner | 18.922  | 1,15 %  | 16.073  | 1,03 %  | 14.881    | 0,82 %  |
| Kurden          | 8966    | 0,55 %  | 13.264  | 0,85 %  | 13.517    | 0,75 %  |
| Tataren         | 19.551  | 1,19 %  | 15.647  | 1,00 %  | 13.513    | 0,75 %  |
| Deutsche        | 94.123  | 5,73 %  | 18.927  | 1,21 %  | 8709      | 0,48 %  |
| Ukrainer        | 29.971  | 1,82 %  | 13.512  | 0,87 %  | 6458      | 0,36 %  |
| Andere          | 46.440  | 2,83 %  | 27.329  | 1,75 %  | 24.963    | 1,38 %  |

### Einwohnerentwicklung
| Jahr  | Einwohner |
| ----- | --------- |
| 1939¹ | 798.718   |
| 1959¹ | 944.916   |
| 1970¹ | 1.322.194 |
| 1979¹ | 1.514.807 |
| 1989¹ | 1.699.054 |
| 1999¹ | 1.558.534 |
| 2000  | 1.557.141 |

| Jahr | Einwohner |
| ---- | --------- |
| 2001 | 1.554.320 |
| 2002 | 1.554.573 |
| 2003 | 1.560.267 |
| 2004 | 1.571.194 |
| 2005 | 1.589.751 |
| 2006 | 1.603.758 |
| 2007 | 1.620.696 |

| Jahr  | Einwohner |
| ----- | --------- |
| 2008  | 1.643.278 |
| 2009¹ | 1.804.004 |
| 2010  | 1.836.563 |
| 2011  | 1.873.374 |
| 2012  | 1.909.362 |
| 2013  | 1.946.627 |
| 2014  | 1.984.518 |

| Jahr | Einwohner |
| ---- | --------- |
| 2015 | 1.922.107 |
| 2016 | 1.947.737 |
| 2017 | 1.983.465 |
| 2018 | 2.017.277 |
| 2019 | 2.038.934 |
| 2020 | 2.055.724 |

¹ Volkszählungsergebnis

## Religion
Für die katholische Minderheit unterhält das Bistum Almaty Pfarreien in Talghar, Jessik, Schanaschar (Audan Jengbekschiqasaq), Scharkent, Alatau (Audan Ile), Qapschaghai und Taldyqorghan.

## Politik und Verwaltung

### Verwaltungsgliederung
Das Gebiet ist in neun Bezirke (kasachisch Аудан Audan; russisch Район Rajon) gegliedert. Die Städte Alatau und Qonajew bilden jeweils einen eigenen städtischen Bezirk. Weitere Orte mit dem Status einer Stadt sind Jessik, Qaskeleng und Talghar.

Administrative Gliederung der Gebiete Almaty (Südwestteil) und Schetissu (Nordostteil)

| Audan                 | Fläche [km²] | Einwohner | Verwaltungssitz |
| --------------------- | ------------ | --------- | --------------- |
| Alatau (Stadt)        |              | 51.948    | Alatau          |
| Balqasch              | 37.400       | 27.888    | Baqanas         |
| Ile                   | 7.800        | 234.797   | Ötegen Batyr    |
| Jengbekschiqasaq      | 8.300        | 284.858   | Jessik          |
| Kegen                 |              | 26.411    | Kegen           |
| Qarassai              | 2.300        | 354.410   | Qaskeleng       |
| Qonajew (Stadt)       |              | 65.833    | Qonajew         |
| Raiymbek              |              | 27.436    | Narynqol        |
| Schambyl              | 19.300       | 170.141   | Usynaghasch     |
| Talghar               | 3.700        | 255.145   | Talghar         |
| Uighyr                | 8.700        | 61.510    | Schonschy       |
| Stand: 1. Januar 2025 |              |           |                 |

### Äkim (Gouverneur)
Liste der Gouverneure (kasachisch Әкім, Äkim) des Gebietes Almaty seit 1992:
| Nr. | Name                 | Amtszeit (Beginn) | Amtszeit (Ende)   |
| --- | -------------------- | ----------------- | ----------------- |
| 1   | Achmetschan Jessimow | 8. Februar 1992   | 14. Oktober 1994  |
| 2   | Ömirsaq Ösbekow      | 14. Oktober 1994  | 6. März 1996      |
| 3   | Serik Ümbetow        | 6. März 1996      | 5. Dezember 1997  |
| 4   | Samanbek Nurqadilow  | 5. Dezember 1997  | 19. Mai 2001      |
| 5   | Schalbai Qulmachanow | 19. Mai 2001      | 11. August 2005   |
| 6   | Serik Ümbetow        | 11. August 2005   | 13. April 2011    |
| 7   | Angsar Musachanow    | 13. April 2011    | 20. August 2014   |
| 8   | Amandyq Batalow      | 20. August 2014   | 24. November 2021 |
| 9   | Qanat Bosymbajew     | 24. November 2021 | 11. Juni 2022     |
| 10  | Marat Sultanghasijew | 11. Juni 2022     | amtierend         |